# 葡萄糖-6-磷酸
葡萄糖-6-磷酸（英語：Glucose 6-phosphate），也称6-磷酸葡萄糖，是葡萄糖經過磷酸化（在第6号碳）之後生成的分子。它也是生物細胞中的常見分子，參與磷酸戊糖途径與糖酵解等生化途徑。
在糖酵解中，這個分子是由第一個步驟形成，進行催化的酶是己糖激酶或其他類似的酶。葡萄糖-6-磷酸在糖酵解中，會經由磷酸葡萄糖異構酶的催化，而形成果糖-6-磷酸，以繼續接下來的步驟。

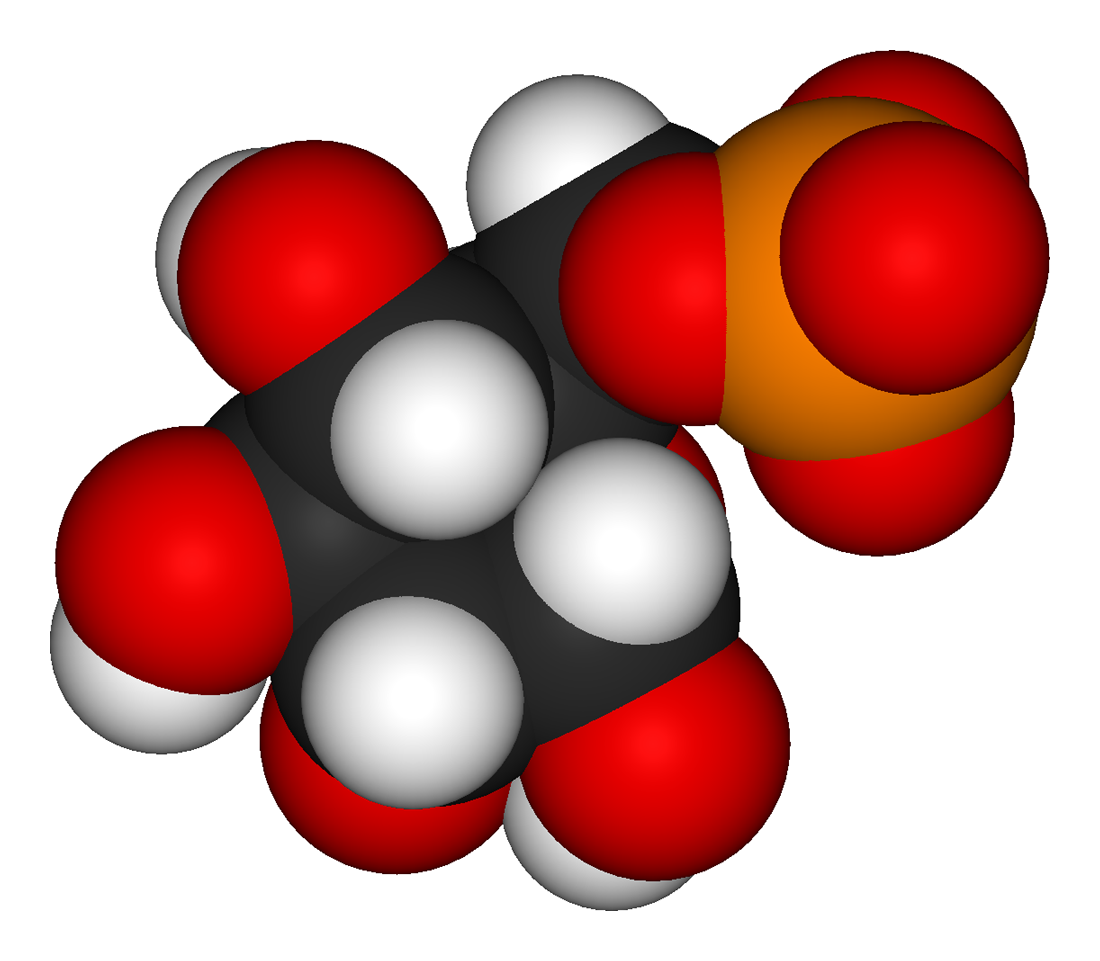
葡萄糖6-磷酸的分子空間填充圖。

| α-D-葡萄糖-6-磷酸                | {{{forward_enzyme}}}           | {{{forward_enzyme}}} | β-D-果糖-6-磷酸 |
|                                  |                                |                      |                 |
| {{{minor_forward_substrate(s)}}} | {{{minor_forward_product(s)}}} |                      |                 |
|                                  |                                |                      |                 |
|                                  |                                |                      |                 |
|                                  |                                |                      |                 |
|                                  | 葡萄糖-6-磷酸異構酶            |                      |                 |

位于KEGG途径数据库化合物 C00668 位于KEGG途径数据库的酶5.3.1.9 位于KEGG途径数据库化合物 C05345 位于KEGG途径数据库的反应R00771